# علیخان جبرائیل‌اف
علیخان جبرائیل‌اف (به روسی: Алихан Жабраилов؛ زادهٔ ۱۹ آوریل ۱۹۹۴) یک کشتی‌گیر آزادکار اهل کشور روسیه است.
از افتخارات وی می‌توان به کسب مدال برنز مسابقات قهرمانی کشتی جهان ۲۰۱۹ اشاره کرد.

## مسابقات قهرمانی کشتی جهان ۲۰۱۹
جبرائیل‌اف در وزن ۹۲ کیلوگرم کشتی آزاد مسابقات قهرمانی کشتی جهان ۲۰۱۹ نورسلطان حاضر بود که در مسابقه های اول و دوم ایوان یانکوسکی از بلاروس و سلیمان کارادنیز از ترکیه را شکست داد اما در نیمه نهایی به علیرضا کریمی از ایران باخت و به دیدار رده‌بندی رفت. وی در دیدار رده‌بندی گئورگی روبایف از مولداوی را شکست داد و مدال برنز وزن ۹۲ کیلوگرم را بدست آورد.